# Olga Álava
Olga Mercedes Álava Vargas (Guayaquil, 14 de febrero de 1988) es una modelo y reina de belleza ecuatoriana. En 2011 se convirtió en la primera ecuatoriana en ganar el concurso de Miss Tierra.

## Biografía
Olga nació el 14 de febrero de 1988, en Guayaquil, Ecuador,  hija de Ramón Álava y Teresa Vargas. Tiene tres hermanos siendo ella la mayor. Sus aficiones incluyen la fotografía y modelado. Durante sus años de infancia con frecuencia visitó la provincia de Manabí y pasó gran parte de su tiempo en sus playas.
Tiene una licenciatura en Negocios Internacionales y se graduó en la Universidad de Especialidades Espíritu Santo. Habla chino, español, inglés y mandarín; y estudió el idioma francés en la Alianza Francesa. Su interés en el intercambio cultural la ha llevado a vivir en otros países. Vivió en China durante un año, donde estudió la lengua china en Shanghái durante siete meses y ayudó a su padre en el control de las importaciones y la calidad de sus negocios. Olga también pasó siete meses en Colorado, Estados Unidos, donde tenía un puesto de interno de relaciones públicas en un restaurante.

## Concursos de Belleza

### Reina de Guayaquil
En octubre de 2008 Álava se convirtió en la Virreina de Guayaquil 2008 de 15 candidatas de su ciudad.

### Miss Ecuador
El 23 de febrero de 2011 es candidata  al Miss Ecuador 2011 en representación de Guayaquil. Álava siempre se perfilo como favorita del público. El 17 de marzo se convirtió en la Tercera Finalista (4.º lugar) del Miss Ecuador. Meses después del concurso como finalista tenía en sus obligaciones en representar al país en cualquier concurso, el título que la Org. Miss Ecuador le concedió fue el Miss Hispanoamericana Ecuador 2011. A principios de octubre viajó a Santa Cruz, Bolivia para representar al país. El 27 de octubre Álava fue Segunda Finalista (4.º lugar) del Reina Hispanoamericana 2011.

### Miss Tierra
Álava fue designada por la Escuela Diosas en junio de 2011, su preparación estuvo a cargo de José Hidalgo quien la preparo para sus dos concursos internacionales. ganó y fue coronada Miss Tierra 2011 por Miss Tierra 2010 Nicole Faria, el 3 de diciembre de 2011 en la Universidad de Filipinas en el Teatro Diliman, Quezon City, Filipinas. Álava y Fernanda Cornejo son recordadas por traer las primeras coronas Grand Slam.

## Medios de comunicación y activismo ambiental
Tras ganar Miss Tierra 2011 en Filipinas, Álava recorrió varias ciudades de Asia antes de llegar a Ecuador. Ella viajó a Pekín en la última semana de diciembre de 2011 y se reunió con el embajador de Ecuador en China, por invitación de la embajada. Ella procedió a Shanghái, donde estudió previamente mandarín durante siete meses en 2009 y trabajó durante cuatro meses en 2010.
El 28 de diciembre de 2011, Álava regresó a Ecuador y fue recibida en el aeropuerto por sus familiares y amigos, entre ellos el director nacional de Miss Tierra Ecuador José Hidalgo. Una conferencia de prensa por su victoria en Miss Tierra se celebró en el Ayuntamiento de la Municipalidad de Guayaquil. Ella fue honrada por el alcalde por su actuación en el certamen de Miss Tierra y por resaltar el nombre de Guayaquil en todo el mundo. Después del homenaje, se detuvo el tráfico a lo largo del Malecón Simón Bolívar y luego a bordo de un Chevrolet Impala de los años sesenta, que fue exhibido en las principales calles del centro.